# Георг Курціус
Георг Курціус (нім. Georg Curtius; 16 квітня 1820, Любек — 12 серпня 1885, Хіршберг) — німецький філолог, двоюрідний дід Ернста Роберта Курціуса.

## Біографія
Як і його брати, Ґеорґ Курціус навчався в Катарінеумі в Любеку, який закінчив на Михайлів день 1837 року. Після навчання в Бонні та Берліні він три роки працював учителем у Дрездені. У 1845 році повернувся до Берлінського університету як приватний викладач. З публікацією праці «Утворення часів і способів у грецькій та латинській мовах», яку він присвятив своєму професору Фрідріху Рітшлю в 1846 році, одночасно виникли тематичні збіги з порівняльними мовознавчими дослідженнями Августа Шлейхера, з яким він згодом потоваришував. У 1849 році він став керівником філологічного семінару в Празі, а через два роки професором класичної філології в Празькому університеті.
У 1854 році він переїхав з Праги на аналогічну посаду в Кіль, а в 1862 році — з Кіля до Лейпцига.
Його філологічні теорії мали великий вплив. Найважливіші його праці:
- Порівняльне вивчення мов у його зв'язку з класичною філологією (1845)
- Порівняльний внесок у грецьку та латинську граматику (1846)
- Принципи грецької етимології (1858—1862, 5-те видання 1879)
- Дієслово грецької мови (1873)

З 1878 року Курціус був редактором наукового журналу «Лейпцизькі дослідження з класичної філології». У 1879 році його було обрано до Американської академії мистецтв і наук. Його «Грецька шкільна граматика», вперше опублікована в 1852 році, витримала понад двадцять видань, і також була опублікована англійською мовою. У своїй останній праці «Про критику новітніх лінгвістичних досліджень» (1885) він критикує погляди молодограматичної школи.
Георг Курціус був похований у почесній могилі Лейпцизького університету у V секції Нового кладовища Святого Іоанна. Його надгробок зберігається в лапідарії на Старому кладовищі Святого Іоанна.